# Kleine Gebke
Die Kleine Gebke ist ein knapp 5 km langer kleiner Talauebach des Grundgebirges. und ein orografisch rechter Zufluss der Ruhr im nordrhein-westfälischen Hochsauerlandkreis.

## Geographie

### Verlauf
Die Kleine Gebke entspringt an der Westflanke des Moosberges im Arnsberger Wald auf einer Höhe von 503 m ü. NN. Sie fließt überwiegend in südliche Richtungen ab. Nach 4,9 km mündet die Kleine Gebke in Meschede auf 255 m ü. NN rechtsseitig in die Ruhr.
Auf ihrem 4,9 km langen Weg überwindet Kleine Gebke einen Höhenunterschied von 248 m, was einem mittleren Sohlgefälle von 50,6 ‰ entspricht.

### Einzugsgebiet
Die Kleine Gebke entwässert ein 4,336 km² großes Einzugsgebiet über Ruhr und Rhein zur Nordsee.
Das Einzugsgebiet grenzt
- im Nordosten an die Einzugsgebiete der Großen Steinmecke und der Kleinen Steinmecke, die beide über die Gebke in die Ruhr entwässert;
- im Osten an das Einzugsgebiet des Gebke-Zuflusses Hohlwegsiepen;
- im Südwesten an das des Galliläabachs, der über die Glassmecke in die Ruhr entwässert;
- im Westen an das der Linsemecke, die in die Glassmecke mündet und
- im Nordwesten an das der Glassmecke direkt.

Der nördliche Bereich des Einzugsgebiets ist überwiegend bewaldet und im Süden dominiert Siedlungsgebiet.